# Федеральный шариатский суд
Федеральный шариатский суд (англ. Federal Shariat Court, урду وفاقی شرعی عدالت پاکستان‎) — суд в Пакистане, расположенный в столице Исламабаде. Был создан в годы правления Зия-уль-Хака.

## История
Федеральный шариатский суд был учреждён в 1980 году указом № 1 президента Мухаммеда Зия-уль-Хака. Указ был включён в конституцию Пакистана 1973 года в соответствии с главой 3-А. Суд является уникальным учреждением, не имеющим аналогов во всем мусульманском мире. В преамбуле конституции Пакистана утверждается, что суверенитет над всей вселенной принадлежит всемогущему Аллаху. В статье 227 сказано, что все существующие законы должны быть приведены в соответствие с канонами исламского права, изложенными в Коране и Сунне Пророка. В главе 3-А сказано какие функции у Федерального шариатского суда, какие дела он правомочен рассматривать по подсудности. Федеральный шариатский суд решает — соответствуют законы страны или нет предписаниям ислама.

## Судьи
- Ага Рафик Ахмед Хан (председатель)
- Шахзадо Шейх
- Фида Мухаммед Хан
- Ризван Али Додани
- Мухаммед Джехангир-Аршад
- Шейх Ахмад Фарук

## Адрес
Федеральный шариатский суд: Constitution Avenue G-5/2, Исламабад.